# Francesco Zuccarelli

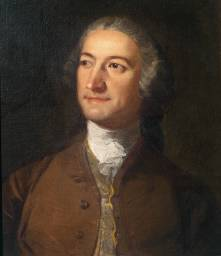
Retrato de Zuccarelli, por el pintor galés Richard Wilson.

Francesco Zuccarelli (n. en Pitigliano el 15 de agosto de 1702-f. en Florencia el 30 de diciembre de 1788) fue un pintor rococó italiano.

## Vida
Se formó Roma a las órdenes de Paolo Onesi, Giorgio Morandi y Pietro Nelli. Allí, así como luego también en Venecia, se hizo famoso como uno de los mejores paisajistas del clasicismo del siglo XVIII. Después de haber visitado Inglaterra en una ocasión anterior, fue de nuevo invitado a volver en 1752, permaneciendo hasta 1773, cuando se estableció en Florencia, donde falleció en 1788. 
Zuccarelli, que era uno de los miembros que fundaron en el Reino Unido la Royal Academy, gozó del patrocinio de la Corona británica y de muchos ricos coleccionistas ingleses. Para ellos realizó sus más importantes trabajos, como paisajes y ruinas clásicas con figuras pequeñas en estilo vedutista. También trabajó en Bérgamo, al norte de Italia, y en París.
Un buen número de sus obras se encuentra en el Castillo de Windsor. Otras piezas importantes están en el Palacio Real de Venecia, en Viena, en el National Gallery de Londres, en la National Gallery de Washington, el Museo del Hermitage de San Petersburgo y en el Museo del Louvre de París. Su trabajo era desigual, pero en sus mejores obras rivaliza con los más representativos pintores paisajistas de su tiempo. Sus pinturas llevan a menudo una marca que representa una calabaza, una representación ilustrada de su nombre, que significa pequeña calabaza.